# Jean-Baptiste Robin
Pour les articles homonymes, voir Robin.
Jean-Baptiste Robin (né le 5 octobre 1976 à Clamart) est un compositeur et organiste français.

## Biographie

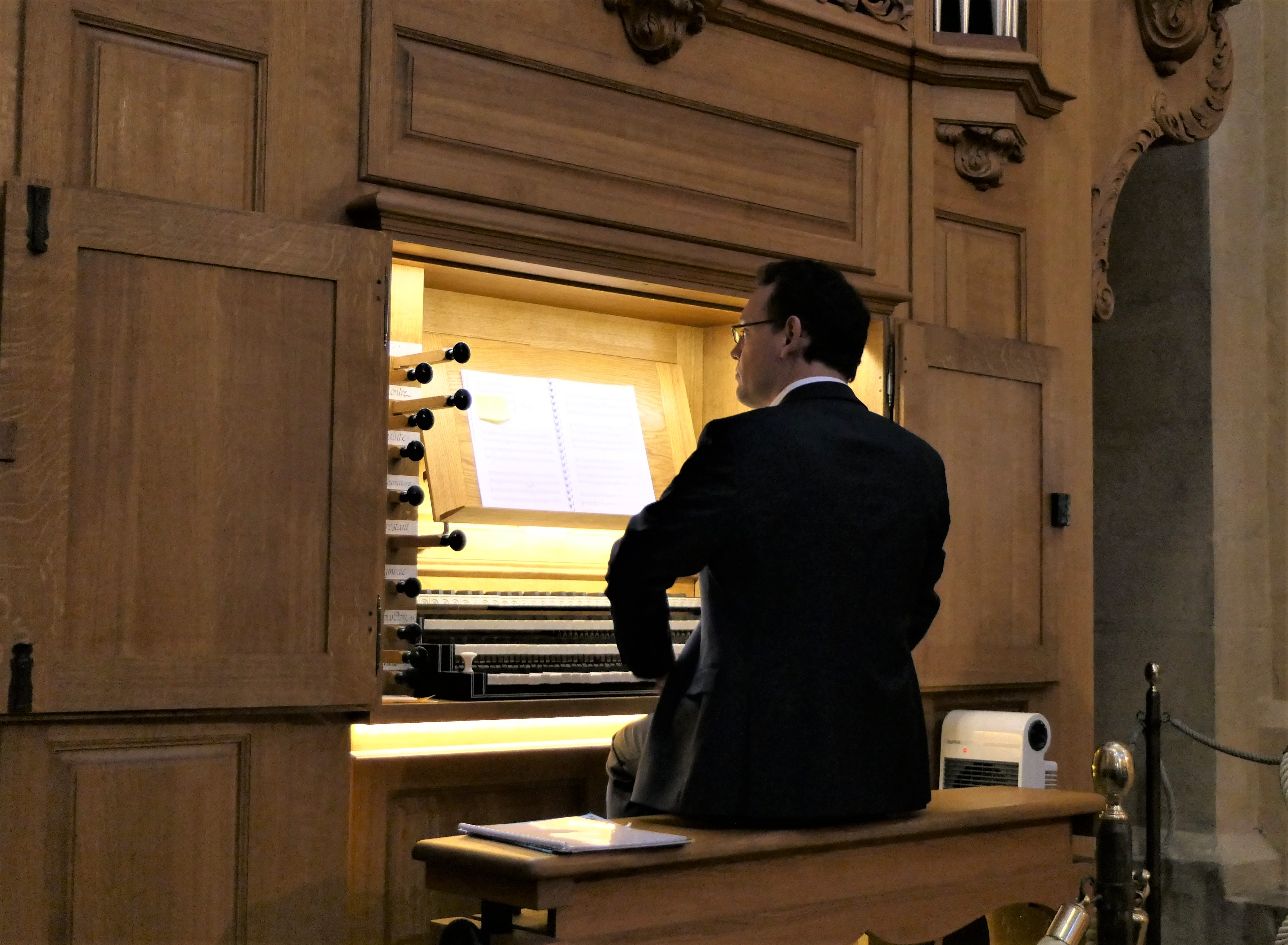
Jean-Baptiste Robin à l'orgue de l'église de Charolles le 26 mars 2017

Organiste et compositeur, il a débuté la musique au Conservatoire à rayonnement départemental de Saint-Quentin dans l'Aisne avant d'étudier avec Louis Robilliard, Odile Bailleux et Marie-Claire Alain. Il effectue ses études supérieures au Conservatoire national supérieur de musique de Paris où il a obtenu cinq premiers prix premier nommé et deux diplômes de formation supérieure dans les classes d’écriture, d’orgue et d’orchestration. Il y étudie l’écriture avec Jean-François Zygel, Edith Lejet, Jean-Claude Henry, Olivier Trachier et Marc-André Dalbavie, l'orgue avec Olivier Latry et Michel Bouvard. Il se perfectionne ensuite dans la classe de composition de George Benjamin au King's College de Londres où il obtient un master.
Nommé par concours, à 23 ans, cotitulaire du grand orgue historique François-Henri Clicquot de la cathédrale de Poitiers de 2000 à 2010, il est par la suite nommé organiste par quartier à la Chapelle royale du château de Versailles. Il a enseigné l'écriture au Conservatoire à rayonnement régional de Nantes et l'orchestration au Conservatoire national supérieur de musique de Paris et est actuellement professeur d’orgue et d'écriture au Conservatoire à rayonnement régional de Versailles.
En tant qu’interprète, il donne des récitals en soliste dans de nombreux pays d’Europe, au Japon, en Chine, en Corée du Sud, en Israël, en Russie, au Canada et dans une trentaine d'États des États-Unis. Il a réalisé de nombreuses transcriptions d'œuvres d'Albeniz, Debussy, Lully, Bartok, Chopin, etc.
Il se produit en soliste dans des salles comme le Walt Disney Hall de Los Angeles, Woolsey Hall à New Haven, au Cincinnati Museum Center at Union Terminal, la salle Zaryadyeà Moscou, le Théâtre Mariinsky de Saint-Pétersbourg, le Sejong Cultural Center de Séoul, le NCPA et la Cité interdite à Pékin, le Théâtre de Nagoya, l'auditorium national de Madrid, Radio France. En Europe il joue notamment aux festivals Toulouse les orgues, Comminges, Roquevaire, Masevaux, Saint-Riquier, Monaco, Porto, Madrid, Montserrat, Genève, Bonn, Zagreb, Düsseldorf, Trieste, Timisoara, Schramberg, festival Gottfried Silbermann, festival Mendelssohn de Coblence, Organ festival de Haarlem, Potsdam-Sans Souci, etc.
Il est également invité sur des orgues réputés tels la cathédrale de Cologne, les églises Saint-Eustache, Saint-Sulpice et Notre-Dame à Paris.
Auteur d'une cinquantaine d'œuvres, allant de l'instrument soliste au grand orchestre symphonique, Jean-Baptiste Robin est le premier musicien lauréat de la Fondation Lagardère et il est également lauréat de l'Académie des beaux-arts, de la SACEM (prix Georges-Enesco et prix Hervé-Dugardin) et il est lauréat de la Fondation d'entreprise Banque populaire. En 2018, il remporte le grand prix lycéen des compositeurs pour son œuvre Mechanic Fantasy.
Ses pièces ont été exécutées par l'Orchestre national de France, l'Ensemble intercontemporain, l'Orchestre des Pays de Savoie, l'Orchestre Colonne, l'Orchestre régional de Normandie, l'Orchestre d'Auvergne et par des artistes tels que Marin Alsop, Pierre Boulez, Laurent Petitgirard, Jean Deroyer, Nicolas Chalvin, Romain Leleu, François Salque, David Guerrier et des organistes de nombreuses nationalités dont Vincent Warnier, Todd Wilson, Frédéric Champion, Isabelle Demers ou François Espinasse. Ses œuvres sont éditées aux Éditions Billaudot.
Passionné par l'enseignement, il a été Visiting Artist in Residence au College Conservatory of Music d'Oberlin en 2019-2020, Distinguished Artist in residence à l'université Yale en 2014, il a enseigné à l'Académie internationale de Haarlem, il donne des Master classes pour l’American Guild of Organist (à Washington, Atlanta, Seattle, San Francisco, Cincinnati et Minneapolis), à la Korean Guild of Organist, à l’Académie musicale de la Chaise-Dieu, Royaumont, au Conservatoire national supérieur de musique et de danse de Lyon et chaque année à l’Académie de Poitiers. Il se produit également en concert avec des artistes comme Richard Galliano, David Guerrier, Romain Leleu, l'orchestre symphonique de la NHK. En 2017 il est invité comme membre du jury au Concours international d'orgue du Canada.
Ses enregistrements ont été salués par la presse et ont notamment reçu un « Diapason d’or de l’année », un « Choc » du Monde de la musique, un « Recommandé » par Classica et Répertoire, la « clef du mois » dans Resmusica ainsi que le coup de cœur de l'Académie Charles-Cros.

## Œuvres
- Zenith (2020) pour orchestre à cordes et 2 hautbois, Gérard Billaudot Éditeur, 8 min - Commande de la FACIM et de l'Orchestre des Pays de Savoie.
- 24 études de trompette (2020), Gérard Billaudot Éditeur, (ISMN 979-0-043-10241-0)
- La destruction du temps (2020) pour orgue, Gérard Billaudot Éditeur, 9 min 30 s - Commande de Radio France.
- Tic-tac (2019) pour piano et violon, Gérard Billaudot Éditeur, 10 min 30 s - Commande de Versailles Grand Parc.
- Les rouages du temps (2019) pour flûte, violoncelle et orgue, 4 min 30 s - Commande de l'ensemble Ctésibios.
- Click Time (2019) pour saxophone, Gérard Billaudot Éditeur, 2 min 30 s - Composé pour Nicolas Prost.
- Le Chant du Ténéré (2019-2020) pour grand orgue, Gérard Billaudot Éditeur, 5 min - Commande de l'abbaye de Sylvanès. (ISMN 979-0-043-10102-4)
- La lame des heures, pour grand orchestre (2019), Gérard Billaudot Éditeur, 11 min - Commande Musique Nouvelle en liberté.
- Tic-Tac, pour soprano et piano (2018), Gérard Billaudot Éditeur, 4 min - Commande du festival de chant de Mâcon.(ISMN 979-0-043-10029-4)
- L'horloge, pour baryton (ou basse) et piano (2018), 5 min - Commande du festival de chant de Mâcon.
- The Hands of Time, pour grand orgue (2018), Gérard Billaudot Éditeur, Commande de l'American Guild of Organists.(ISMN 979-0-043-09984-0)
- Bagatelle, pour violoncelle seul (2017), 6 min - Commande des Musicales de Bagatelle, Gérard Billaudot Éditeur, (ISMN 979-0-043-09909-3).
- Pulse, pour quatuor de Saxophones (2016) (Ed. Gérard Billaudot, 6 min - Commande de la Fondation Groupe Banque Populaire.
- Sur un sommet, pour trio à anches (2016), Gérard Billaudot Éditeur, 13 min - Commande de l'orchestre des Pays-de-Savoie
- Trois nuits, pour deux violoncelles (2014), Gérard Billaudot Éditeur, 12 min - Commande du festival musique d'un siècle à Dieulefit
- Regard vers Agartha, pour grand orgue à quatre mains (2014) (Ed. Le Chant du Monde) 6 min - Commande du festival d'orgue de Lucerne
- Mechanic Fantasy, pour grand orgue, orchestre à cordes et timbales (2013), Gérard Billaudot Éditeur, 10 min - Commande de l'Orchestre régional de Basse Normandie
- Crop Circles, pour grand orchestre (2012), Gérard Billaudot Éditeur, 10 min - Commande de Radio France pour l'Orchestre national de France
- Récits héroïques, pour grand orgue et trompette (2013), Gérard Billaudot Éditeur, 11 min - Commande de l'association des orgues d'Urrugne.
- Distances, pour orchestre de chambre (2010), Gérard Billaudot Éditeur, 11 min - Commande de l'Ensemble intercontemporain
- Paysages parallèles, pour grand orchestre (2004), 10 min 30 s
- Cinq versets sur le Veni Creator, pour grand orgue (2012), Gérard Billaudot Éditeur, 17 min - Commande de la Société de la cathédrale de Reims et des Amis de la basilique Saint-Remi
- Trois solos, pour orgue baroque (2011) (Ed. Gérard Billaudot), 11 min - Commande de l'Association François-Henri Clicquot
- Cercles réfléchissants, pour grand orgue (2007 - 2008), Gérard Billaudot Éditeur, 31 min 30 s - Commande de l'université du Kansas, de la Fondation Marcelle et Robert de Lacour, des amis de l'orgue de Notron (ISMN 979-0-043-08807-3).
- Trois éléments d'un songe, pour grand orgue (2004), Gérard Billaudot Éditeur, 10 min 30 s
- Regard vers l'Aïr, pour grand orgue (2001), Gérard Billaudot Éditeur, 10 min 30 s
- Invocations, pour grand orgue (2012), 5 min - Commande de Notre-Dame de Genève
- Falaises miroir de lune, pour piano solo (2003), Gérard Billaudot Éditeur, 7 min
- L'Enfant, le Cercle et le Vent, pour piano solo (2008), 5 min
- Reflected Faces, pour flûte, clarinette, harpe et quatuor à cordes (2005)
- Souffle de l'ombre, pour deux pianos et percussions (2005), 7 min
- Impulsion, pour deux pianos et percussions (2006), 10 min
- Étoile intérieure, pour piano et orgue (1999)
- En clara vox, pour chœur d'enfants et orgue (2013), 3 min 30 s - Commande de Notre-Dame de Paris.
- Émergences, pour chœur d'enfants et orgue (2005), 27 min - Commande de Radio France pour la maîtrise de RF[6].
- Poèmes de l'aube et de la nuit, pour mezzo-soprano et piano (2001-2018), 6 min 30 s
- Hommage à Rilke, pour ensemble et soprano (2000)
- Toccata, pour grand orchestre (2002) - Commande de l'Orchestre national de Lyon pour les journées de la composition
- Labyrinthe circulaire, pour ensemble de 8 clarinettes (2007), 9 min

## Transcriptions
- Claude Debussy : La cathédrale engloutie, clair de lune, Prélude à l'après-midi d'un faune pour orgue, éditions Le Chant du monde

## Discographie
- Once Upon a Time… at the Walt Disney Concert Hall in Los Angeles.  Œuvres de Chopin, Debussy, Duruflé, Dupré, Massenet, Ravel, Robin : CD Brillant Classics (2020). Orgue du Walt Disney Concert Hall.
- Jean-François Dandrieu : 4 Magnificats, Noëls et Pâques, joués sur l’orgue de La Chapelle de Versailles. CD Château de Versailles spectacles (2019)
- Jean-Baptiste Robin - Fantaisie Mécanique, Music with Organ : CD Brillants Classics - Orgue de Saint-Martin de Dudelange (Grand Duché de Luxembourg). Interprètes : François Chaplin, Romain Leleu, Philippe Cuper, Frédéric Champion, Jean-Baptiste Robin et Orchestre régional de Normandie sous la direction de Jean Deroyer. (2017)
- Hymnes : Veni Creator de Nicolas de Grigny et Cinq versets sur le Veni Creator de JB Robin : Æolus - Orgue de la basilique Saint-Remi de Reims
- Jehan Alain : Intégrale de l'œuvre d'orgue : 3 CD Brillant Classics - Orgues de l'église Saint-Étienne-du-Mont et Saint-Louis-en-l'Île (Paris), de l'église Sainte-Radegonde (Poitiers) et du Cincinnati Museum Center (États-Unis)
- Jean-Baptiste Robin - œuvres pour orgue : Cercles réfléchissants, Regard vers l'aïr, Trois éléments d'un songe : Naxos - Orgues de l'église Saint-Louis-en-l'Ile et Saint-Étienne-du-Mont, Paris
- The American Symphonic Organ : Brillant Classics - Cincinnati Museum Center at Union Terminal (États-Unis)
- Deux siècles d'orgue à Versailles : Alpha - Orgue de la chapelle royale du château de Versailles. Œuvres de Lebègue, Nivers et Thomelin.
- François Couperin : Intégrale de l'œuvre d'orgue : 2 CD Naxos - Orgue de la cathédrale de Poitiers (2004)
- Felix Mendelssohn : Intégrale de l'œuvre d'orgue : 3 CD Triton - Orgues Gotffried Silberman de la Petrikirche à Freiberg, de la Georgenkirche et de la Marienkirche de Rötha, Orgue Andrea Engelhardt de la Nicolaïkirche d'Herzberg (Allemagne)
- Louis Marchand, L'Œuvre d'orgue – à l'Orgue de la cathédrale de Poitiers (21-23 décembre 2001, 3 CD Triton TRI 331118)
- Neuf jeunes organistes compositeurs, Orgue du CNSM de Paris (27 janvier 2005, Hortus) (OCLC 658707075)